# 45. вечити дерби у фудбалу
45. вечити дерби у фудбалу је фудбалска утакмица одиграна у Београду 23. новембра 1969. године, између Црвене звезде и Партизана. Утакмица се завршила резултатом 3 : 1 (1 : 0) за Црвену звезду.